# 蒙克斯科纳 (南卡罗来纳州)
蒙克斯科纳（英語：Moncks Corner）是位于美国柏克萊郡的一座城市，也是该县的县治所在。根据美国人口普查局2000年统计，共有人口5,952人，其中白人占57.33%、非裔美国人占36.59%。